# Химна Кубе
Песма Бајама (шп. La Bayamesa) је химна Кубе. Перучо Фигередо који је учествовао у бици код Бајама је написао песму. Званично је прихваћена 1902. године. 

## Стихови
-{Al combate, corred, Bayameses,

Que la Patria os contempla orgullosa;

No temáis una muerte gloriosa,

Que morir por la Patria es vivir.
En cadenas vivir, es morir

En afrenta y oprobio sumido;

Del clarín escuchad el sonido;

¡A las armas, valientes, corred!
}-

## Српски превод
На оружје, народе Бајама,

Отаџбина је поносна на вас.

Не бојите се славне смрти,

Јер смрт за отаџбину је живот.
Живети у оковима је смрт,

Подигните се и растргните их.

Чујте звук трубе,

На оружје, јунаци.